# Дон Мердок
Дон Мердок (англ. Don Murdoch, нар. 25 жовтня 1956, Кренбрук) — колишній канадський хокеїст, що грав на позиції крайнього нападника.

## Ігрова кар'єра
Хокейну кар'єру розпочав 1974 року.
1976 року був обраний на драфті НХЛ під 6-м загальним номером командою «Нью-Йорк Рейнджерс». 
Протягом професійної клубної ігрової кар'єри, що тривала 11 років, захищав кольори команд «Нью-Йорк Рейнджерс», «Едмонтон Ойлерс» та «Детройт Ред-Вінгс».
Загалом провів 344 матчі в НХЛ, включаючи 24 гри плей-оф Кубка Стенлі.

## Сім'я
Є далеким родичем Мюррея Мердока.

## Інше
Є скаутом клубу НХЛ «Тампа-Бей Лайтнінг» ще з часів коли головним тренером команди був Філ Еспозіто.

## Статистика
| Сезон        | Клуб                   | Ліга         | Регулярний сезон | Регулярний сезон | Регулярний сезон | Регулярний сезон | Регулярний сезон | Плей-оф | Плей-оф | Плей-оф | Плей-оф | Плей-оф |
| Сезон        | Клуб                   | Ліга         | І                | Г                | П                | О                | ШХ               | І       | Г       | П       | О       | ШХ      |
| ------------ | ---------------------- | ------------ | ---------------- | ---------------- | ---------------- | ---------------- | ---------------- | ------- | ------- | ------- | ------- | ------- |
| 1974–75      | «Медисин-Гат Тайгерс»  | ЗКХЛ         | 70               | 82               | 59               | 141              | 83               | 5       | 1       | 5       | 6       | 15      |
| 1975–76      | «Медисин-Гат Тайгерс»  | ЗКХЛ         | 70               | 88               | 77               | 165              | 202              | 7       | 4       | 3       | 7       | 23      |
| 1976–77      | «Нью-Йорк Рейнджерс»   | НХЛ          | 59               | 32               | 24               | 56               | 47               | —       | —       | —       | —       | —       |
| 1977–78      | «Нью-Йорк Рейнджерс»   | НХЛ          | 66               | 27               | 28               | 55               | 41               | 3       | 1       | 3       | 4       | 4       |
| 1978–79      | «Нью-Йорк Рейнджерс»   | НХЛ          | 40               | 15               | 21               | 36               | 6                | 18      | 7       | 5       | 12      | 12      |
| 1979–80      | «Нью-Йорк Рейнджерс»   | НХЛ          | 56               | 23               | 19               | 42               | 16               | —       | —       | —       | —       | —       |
| 1979–80      | «Едмонтон Ойлерс»      | НХЛ          | 10               | 5                | 2                | 7                | 4                | 3       | 2       | 0       | 2       | 0       |
| 1980–81      | «Вічита Вайнд»         | ЦПХЛ         | 22               | 15               | 10               | 25               | 48               | 18      | 17      | 7       | 24      | 24      |
| 1980–81      | «Едмонтон Ойлерс»      | НХЛ          | 40               | 10               | 9                | 19               | 18               | —       | —       | —       | —       | —       |
| 1981–82      | «Адірондак Ред-Вінгс»  | АХЛ          | 24               | 11               | 13               | 24               | 24               | 4       | 5       | 0       | 5       | 14      |
| 1981–82      | «Детройт Ред-Вінгс»    | НХЛ          | 49               | 9                | 13               | 22               | 23               | —       | —       | —       | —       | —       |
| 1982–83      | «Адірондак Ред-Вінгс»  | АХЛ          | 35               | 10               | 12               | 22               | 19               | —       | —       | —       | —       | —       |
| 1983–84      | «Монтана Мейджик»      | ЦПХЛ         | 17               | 10               | 10               | 20               | 2                | —       | —       | —       | —       | —       |
| 1983–84      | «Адірондак Ред-Вінгс»  | АХЛ          | 59               | 26               | 20               | 46               | 19               | —       | —       | —       | —       | —       |
| 1984–85      | «Маскігон Ламберджекс» | ІХЛ          | 32               | 18               | 13               | 31               | 4                | 16      | 6       | 3       | 9       | 26      |
| 1985–86      | «Маскігон Ламберджекс» | ІХЛ          | 12               | 4                | 4                | 8                | 0                | —       | —       | —       | —       | —       |
| 1985–86      | «Індіанаполіс Чекерс»  | ІХЛ          | 11               | 4                | 3                | 7                | 4                | —       | —       | —       | —       | —       |
| 1985–86      | «Толідо Голдіггерс»    | ІХЛ          | 37               | 15               | 23               | 38               | 8                | —       | —       | —       | —       | —       |
| Усього в НХЛ | Усього в НХЛ           | Усього в НХЛ | 320              | 121              | 116              | 237              | 155              | 24      | 10      | 8       | 18      | 16      |